# Álvaro Morata
Álvaro Borja Morata Martín (Madrid, 1992. október 23. –) spanyol válogatott labdarúgó, a Como csatára kölcsönben az AC Milan csapatától.

## Pályafutása

### Real Madrid
Álvaro Borja Morata Martín 1992-ben született Madridban, Spanyolország fővárosában és az egyik legnagyobb klubnál, az Atlético Madridnál kezdte pályafutást 2005-ben, amikor csatlakozott a klub ifjúsági csapatához. Itt két évet töltött, majd a Getafe csapatához szerződött.

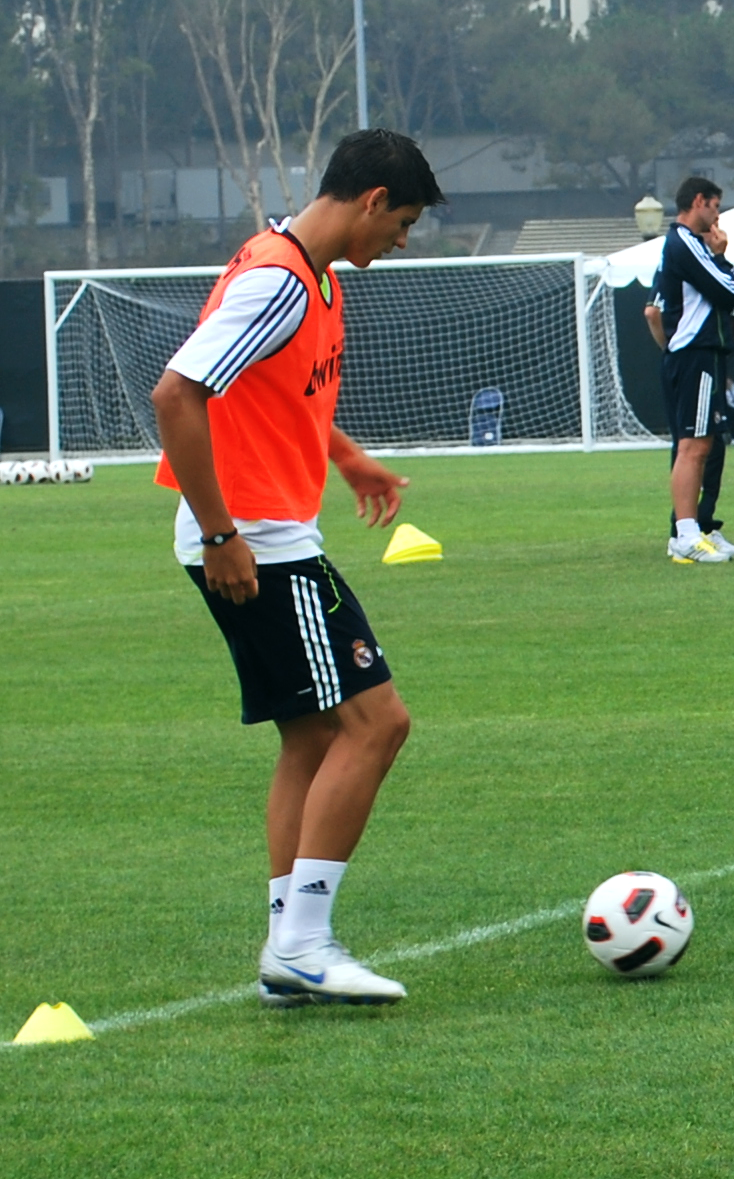
Morata a Real egyik 2010-es edzésén.

2008-ban szerződtette a Real Madrid, ahol először a Juvenil C csapatban kezdett játszani. 2009 novemberében a Juvenil C és a Real Madrid C közötti mérkőzésen kezdőként lépett pályára. Egy sikeres idény után a Juvenil A-csapatában, 2010 júliusában Morata átkerült a Real Madrid Castillához. Egy hónappal később a nagy csapat edzője, José Mourinho felvitte az első kerethez az amerikai, előszezoni túrájára. 2010. augusztus 15-én debütált a Castillában az AD Alcorcón elleni barátságos meccsen. A mérkőzést 1–0-ra nyerte a Real tartalékcsapata, az egyetlen gólt ő szerezte. Augusztus 21-én a bajnokságban is bemutatkozott a Coruxo elleni 3–2-es mérkőzésen. Első gólját október 31-én szerezte az RSD Alcalá elleni 1–1 döntetlen során.
2010. december 12-én Morata a Real Madrid első csapatában is lehetőséget kapott, amikor a Real Zaragoza elleni 3–2-es mérkőzésen Ángel di María helyére állt be csereként a 88. percben. Tíz nappal később a Király-kupában is debütálhatott a Zaragoza elleni meccsen, ahol szintén csereként lépett pályára a 77. percben. Ezen a találkozón közel volt első góljához a madridi rekordbajnok csapatnál. Ugyan kísérletét hárította a Zaragoza kapusa, ám Pedro León a kipattanó labdára lecsapva beállította a 8–0-s végeredményt. Január 11-én, Gonzalo Higuaín sérülése után a spanyol média felvetette annak lehetőségét, hogy Morata pótolja a több hónapig lábadozó csatárt. Mourinho azonban úgy döntött, hogy a fiatal játékosnak még fejlődnie kell a Castillánál. Ebben az időszakban négy meccsen öt gólt szerzett a tartalékoknál, míg a Real Emmanuel Adebayort szerződtette Higuaín pótlására. Álvaro február 13-án megszerezte élete első mesterhármasát a Castillában a Deportivo B elleni 7–1-es diadal során.
Bár 2011-ben mutatkozott be a felnőtt csapatban, komolyabb lehetőséget csak a 2012–13-as szezonban kapott először. Ekkor 12 meccsen adott neki lehetőséget Mourinho a bajnokságban, és megszerezte első La Ligabeli gólját is. Az igazi áttörést azonban a következő szezon hozta. Az új tréner, Carlo Ancelotti többször szerepeltette, főként csereként, de ő volt az első számú cseréje Karim Benzemának, így sokszor lehetőséghez jutott. Az idényben nyolcszor volt eredményes. A Bajnokok Ligája-döntőjében is pályára lépett, és végül megnyerték a mérkőzést.

### Juventus

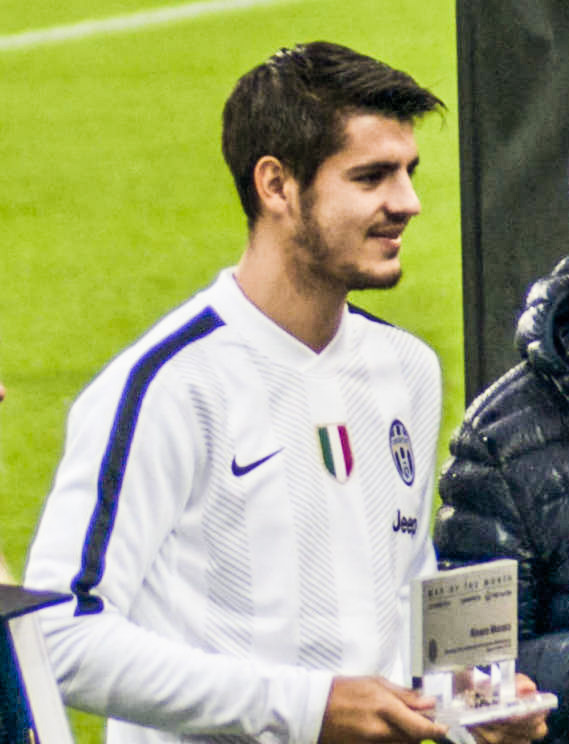
Morata a Juventus szerelésében 2014-ben.

2014. július 19-én az olasz Juventus bejelentette, hogy megállapodtak az ötéves szerződést aláíró Morata átigazolásának 20 millió eurós díjáról, amelyben ő lett a klub legdrágább vétele. A megállapodás keretein belül a Realnak opciós joga volt esetlegesen visszavásárolni kedvezményes áron. Érdekesség, hogy még Antonio Conte kezdeményezte a leigazolását, ám mivel ő távozott, Morata már Massimiliano Allegri edzősége alatt érkezett meg Torinóba.
Egy korábbi sérülése miatt is, csak szeptember 13-án debütált a Serie A-ban az Udinese elleni 2–0-s hazai győzelem utolsó percében Fernando Llorentét váltva, majd két héttel később ismét honfitársa helyén lépett pályára és megszerezte első gólját az Atalanta elleni 3–0-s diadal során. 2014. október 5-én, az AS Roma elleni 3–2-re megnyert hazai mérkőzésen újból csere volt, majd kiállították Kósztasz Manolász ellen elkövetett durva szabálytalanság miatt. November 9-én kétszer is betalált egy 7–0-s meccsen a Parma ellenfeleként. December 22-én Katar fővárosában, Dohában a Napoli elleni szuperkupa utolsó tíz percében cserélték be és gólt szerzett a tizenegyespárbajban, amelyet végül a Juventus 5–6 arányban végül elveszített.
2015. január 28-án az olasz kupában a Parma ellen megszerezte a meccs egyetlen gólját a Ennio Tradini Stadionban, így segítva csapatát az elődöntőbe jutáshoz. A következő hónapban, hazai körülmények között a Borussia Dortmund ellen a Bajnokok Ligája nyolcaddöntőjének első meccsén a 43. percében győztes gólt szerzett. 2015. április 7-én kiállították az Alessandro Diamanti ellen elkövetett szabálytalanság miatt, de a Juventus legyőzte a Fiorentinát az elődöntőben. Június 6-án, a Barcelona elleni berlini BL-fináléban egyenlítő gólt szerzett az 1–3-ra elveszített meccs második félidejének elején.
2015 augusztusában egy hónap kihagyásra kényszerült, miután egy edzés közben megsérül a vádlija, így a 2015-ös olasz szuperkupán nem tudott részt venni. Szeptember 15-én, amikor visszatérhetett, 85 percig szerepelt a Manchester City ellen 2–1-re megnyert Bajnokok Ligája csoportkörös összecsapáson, ahol egyszer volt eredményes. November 24-én jelölték az "UEFA Év csapatába".
2015. december 10-én, 2020-ig meghosszabbította szerződését. 2016. március 20-án a városi rivális Torino ellen idegenben a Derby della Mole meccsen kétszer is betalált a 4–1-es győzelem során. Május 21-én a hosszabbítás 20. percében győztes gólt szerzett, így 1–0-ra megnyerték az olasz kupa döntőjében a nagy rivális AC Milan ellen a római Stadio Olimpicóban.

### Visszatérés a Real Madridhoz
2016. június 21-én a Real Madrid érvényesítette visszavásárlási záradékát, így 30 millió euróért visszaigazolta a Juventustól. Visszatérését követően, először augusztus 9-én szerepelt a 2016-os UEFA-szuperkupában a Sevilla ellenében, ahol 3–2-re nyertek. Első gólját augusztus 27-én, a Celta Vigo elleni 2–1-es győzelem során szerezte. 2017. április 5-én mesterhármast vágott a Leganés elleni 4–2-es idegenbeli diadalban.
Annak ellenére, hogy a szezon túlnyomó részében Benzema cseréje volt, így is 15 bajnoki gólt szerzett, a klub pedig öt év után először lett a La Liga-bajnoka. A Bajnokok Ligájában kilenc meccsen három találat volt a mérlege, amelyet a Real nyert meg egymást követő második évben is.

### Chelsea
2017. július 19-én az angol Chelseahez írt alá klubrekordot jelentő, körülbelül 60 millió fontért. Július 21-én sikeresen átesett az orvosi vizsgálatokon és minden egyéb vizsgálaton is, és hivatalosan a Chelsea játékosa lett. Az Arsenal elleni 2017-es angol szuperkupában volt először a Chelsea kék szerelésében a 74. percben csereként. A rendes játékidős 1–1 után büntetőkkel maradtak alul, ott viszont nem kapott lehetőséget. Augusztus 12-én gólt szerzett és gólpasszt adott David Luiznak a Premier League-ben való első fellépésén a Burnley ellen elszenvedett 2–3-as vereség során. Szeptember 23-án megszerezte első mesterhármasát a klub színeiben a Stoke City elleni 4–0-s idegenbeli győzelem alkalmával.
2017. november 5-én az egyetlen találatot ő jegyezte a Manchester United ellen, 1–0-ra sikeresen elkönyvelt találkozón. Első évét mindent figyelembe véve összesen 15 góllal fejezte be, a Chelsea pedig az 5. helyen végzett a bajnoki tabellán.
Az új, 2018–19-es kiírásban, augusztus 18-án megszerezte a második gólt az Arsenal elleni 3–2-es hazai győzelemben. Október 4-én a magyar MOL Fehérvár ellen 1–0-ra megnyert összecsapáson a gólt ő jegyzete az Európa-liga csoportkörében. Egy hónappal később kétszer is gólt szerzett, így hazai pályán 3–1-re legyőzték a városi rivális Crystal Palace-t.

### Atlético Madrid

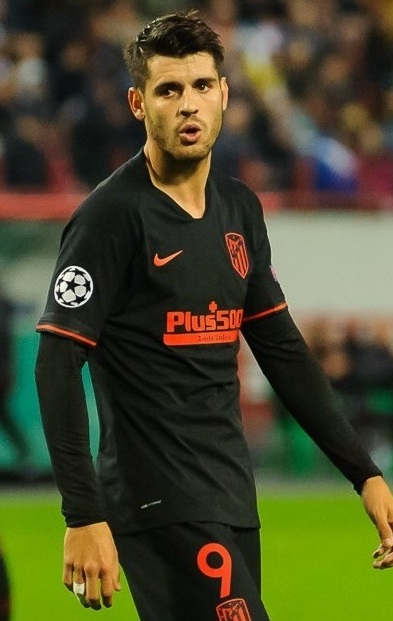
Morata egy 2019-es mérkőzésen az Atlétinél.

2019. január 27-én 12 év után visszatért az Atlético Madridhoz egy 18 hónapos kölcsönszerződés keretein belül. A ligában február 3-án debütált a Real Betis ellen 0–1-re elveszített idegenbeli meccsen. Első gólját február 24-én szerezte a Villarreal elleni 2–0-s hazai sikerben. Július 6-án az véglegesítették vételi opciójuka és 2020. július 1-jén hivatalosan is csatlakozott a gárdához, körülbelül 58 millió font ellenében.
2019. augusztus 18-án Morata szerezte az egyetlen gólt a Getafe ellen az első fordulóban. 2019. október 1-jén a 300. profi mérkőzését ünnepelte az orosz Lokomotiv Moszkva ellen 2–0-ra megnyert mérkőzésen. Október 22-én meglőtte első BL-gólját az Atlético színeiben a német Bayer Leverkusen ellen 1–0-ra megnyert meccsen. Ezzel ő lett az első játékos, aki gólt szerzett a Real Madrid és az Atlético Madrid játékosaként is a legrangosabb európai kupasorozat történetében.

### Visszatérés a Juventushoz
2020. szeptember 22-én tért vissza a Juventushoz egy 10 millió eurós kölcsön keretében, de a torinói klubnak 45 milliós végleges vásárlási opciója volt a játékjogára. Szeptember 27-én tért vissza a Serie A-ba 2016 óta az AS Roma elleni 2–2-es döntetlenben. Október 17-én, visszatérése óta megszerezte első gólját a fehér-fekete csíkos szerelésben a Crotone elleni 1–1-ben. Október 28-án három, les miatt érvénytelenített gólt jegyzett a Barcelona ellen a Bajnokok Ligája csoportkörében, amelyet a Juventus végül 2–0-ra elveszített.
2021. január 20-án megnyerte az olasz szuperkupát, 2–0-ra legyőzve a Napolit. Itt a második gólt ő szerezte. Június 15-én kölcsönszerződését 2022. június 30-ig meghosszabbították.

### Visszatérés az Atlético Madridhoz
2022 júliusában az Atlético Madrid hivatalosan megerősítette, hogy Morata visszatér az egyesülethez a Juventusnál betöltött kölcsönadása végén.

### AC Milan
2024. július 19-én négy éve szóló szerződést írt alá az AC Milan együtteséhez.

### Galatasaray
2025. február 2-án kölcsönbe került a török Galatasaray csapatához.

### Como
2025. augusztus 12-én vásárlási kötelezettséggel kölcsönbe vette a Como csapata.

### A válogatottban

#### Utánpótlás

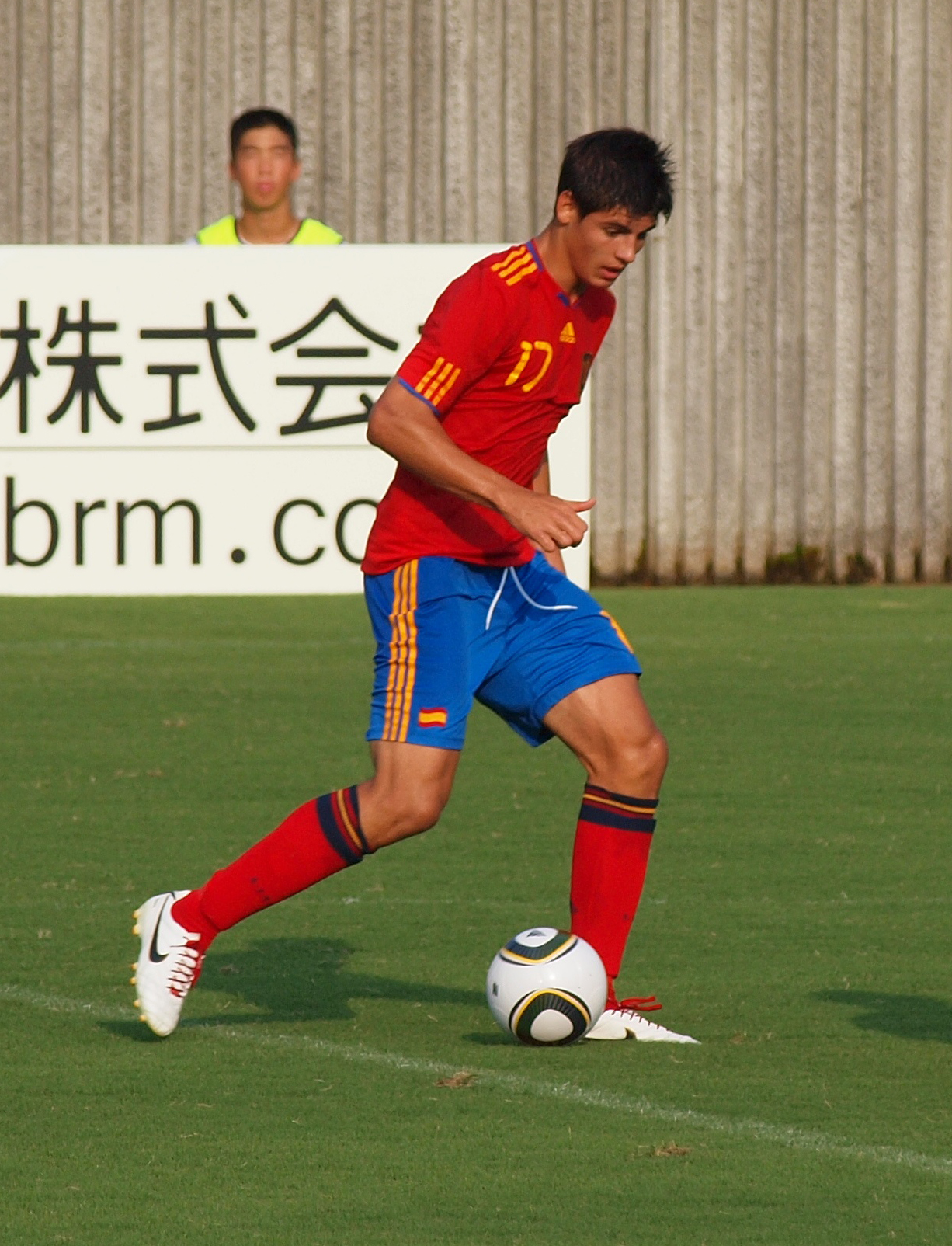
Morata a Spanyol U19-es válogatott tagjaként.

Morata többszörös spanyol utánpótlás válogatott. A 2009-es U17-es világbajnokságon négy meccsen szerepelt és két gólt szerzett, majd a spanyol U19-es korosztályos válogatott tagja lett. 2011 nyarán az U19-es csapat Romániába utazott a korosztályos-világbajnokságra, és természetesen a Real fiatal tehetsége is a csapattal tartott. Nem is akárhogy teljesített. Már az első mérkőzésen betalált Belgium ellen, azonban ez a találkozó vihar miatt félbeszakadt. A következő nap bepótolt meccsen a spanyolok 4–1-es diadalt arattak, amiből Morata is kivette a részét, remek játékával és a 93. percben szerzett góljával. Spanyolország következő csoportellenfele a szerb válogatott volt július 23-án. Ezen a mérkőzésen is jól szerepelt, hiszen már az első félidőben duplázni tudott, ezzel bizonyítva, hogy a Vb egyik nagy felfedezettje, akiből néhány év világklasszis lehet. A második félidőben szintén remekelt, hiszen újból betalált, ezzel mesterhármast elérve.

#### Felnőtt
2014. november 7-én Moratát behívták a felnőtt csapatba is, Vicente del Bosque irányításával a Fehéroroszország és Németország elleni mérkőzésekre. November 15-én mutatkozott be Fehéroroszország ellen, ahol az utolsó tíz percre Iscót váltotta a 3–0-ra megnyert 2016-os Európa-bajnoki-selejtezőn. 2015. március 27-én megszerezte első válogatott gólját az Ukrajna felett aratott győzelemben. A franciaországi tornán Morata kezdett és egy 3–0-s csoportgyőzelmet szereztek Törökország ellen.
2017. szeptember 2-án egy gólt szerzett, így 3–0-ra legyőzték Olaszországot a 2018-as világbajnokság-selejtezőjében. 2018. május 21-én Morata kimaradt Spanyolország végleges 23 fős világbajnoki keretéből, miután klubcsapatában, a Chelseaeben nem teljesített olyan jól.
2021. május 24-én bekerült Luis Enrique 24 fős egységébe a 2020-as Európa-bajnokságra. Június 19-én, Spanyolország második, Lengyelország elleni csoportmérkőzésén gólt jegyzett az 1–1-es döntetlenben. Megszerezte országa negyedik gólját a nyolcaddöntőben a Horvátország elleni meccs 100. percében, így június 28-án 5–3-ra diadalmaskodtak. Az Olaszország elleni elődöntőben egyenlítő gólt lőtt, végül tizenegyespárbajra került sor.  A spanyol csapat kiesett, miután 4–2-re elveszítették azt, amelyben Gianluigi Donnarumma kivédte az ő büntetőjét is. A gólja a hatodik volt az Európa-bajnokságon, így Spanyolország gólkirálya lett a tornán, megelőzve Fernando Torres korábbi öt gólos rekordját.
2022 novemberében bekerült a 2022-es katari vb-re utazó keretbe. A csoportkör során mindhárom meccsen szerzett egy-egy gólt Costa Rica, Németország és Japán ellen.

## Statisztika

### Klubcsapatokban
2023. január 8-án frissítve.
| Klub                     | Szezon           | Bajnokság          | Bajnokság | Bajnokság | Kupa  | Kupa  | Ligakupa | Ligakupa | UEFA  | UEFA  | Egyéb | Egyéb | Összesen | Összesen |
| Klub                     | Szezon           | Osztály            | Mérk.     | Gólok     | Mérk. | Gólok | Mérk.    | Gólok    | Mérk. | Gólok | Mérk. | Gólok | Mérk.    | Gólok    |
| ------------------------ | ---------------- | ------------------ | --------- | --------- | ----- | ----- | -------- | -------- | ----- | ----- | ----- | ----- | -------- | -------- |
| Real Madrid Castilla     | 2010–11          | Segunda División B | 28        | 15        | —     | —     | —        | —        | —     | —     | —     | —     | 28       | 15       |
| Real Madrid Castilla     | 2011–12          | Segunda División B | 37        | 18        | —     | —     | —        | —        | —     | —     | —     | —     | 37       | 18       |
| Real Madrid Castilla     | 2012–13          | Segunda División   | 18        | 12        | —     | —     | —        | —        | —     | —     | —     | —     | 18       | 12       |
| Real Madrid Castilla     | Összesen         | Összesen           | 83        | 45        | —     | —     | —        | —        | —     | —     | —     | —     | 83       | 45       |
| Real Madrid              | 2010–11          | La Liga            | 1         | 0         | 1     | 0     | —        | —        | 0     | 0     | —     | —     | 2        | 0        |
| Real Madrid              | 2011–12          | La Liga            | 1         | 0         | 0     | 0     | —        | —        | 0     | 0     | 0     | 0     | 1        | 0        |
| Real Madrid              | 2012–13          | La Liga            | 12        | 2         | 2     | 0     | —        | —        | 1     | 0     | 0     | 0     | 15       | 2        |
| Real Madrid              | 2013–14          | La Liga            | 23        | 8         | 6     | 0     | —        | —        | 5     | 1     | —     | —     | 34       | 9        |
| Real Madrid              | Összesen         | Összesen           | 37        | 10        | 9     | 0     | —        | —        | 6     | 1     | 0     | 0     | 52       | 11       |
| Juventus                 | 2014–15          | Serie A            | 29        | 8         | 4     | 2     | —        | —        | 12    | 5     | 1     | 0     | 46       | 15       |
| Juventus                 | 2015–16          | Serie A            | 34        | 7         | 5     | 3     | —        | —        | 8     | 2     | 0     | 0     | 47       | 12       |
| Juventus                 | Összesen         | Összesen           | 63        | 15        | 9     | 5     | —        | —        | 20    | 7     | 1     | 0     | 93       | 27       |
| Real Madrid              | 2016–17          | La Liga            | 26        | 15        | 5     | 2     | —        | —        | 9     | 3     | 3     | 0     | 43       | 20       |
| Real Madrid              | Összesen         | Összesen           | 26        | 15        | 5     | 2     | —        | —        | 9     | 3     | 3     | 0     | 43       | 20       |
| Chelsea                  | 2017–18          | Premier League     | 31        | 11        | 6     | 2     | 3        | 1        | 7     | 1     | 1     | 0     | 48       | 15       |
| Chelsea                  | 2018–19          | Premier League     | 16        | 5         | 1     | 2     | 2        | 0        | 4     | 2     | 1     | 0     | 24       | 9        |
| Chelsea                  | Összesen         | Összesen           | 47        | 16        | 7     | 4     | 5        | 1        | 11    | 3     | 2     | 0     | 72       | 24       |
| Atlético Madrid          | 2018–19          | La Liga            | 15        | 6         | 0     | 0     | —        | —        | 2     | 0     | —     | —     | 17       | 6        |
| Atlético Madrid          | 2019–20          | La Liga            | 34        | 12        | 0     | 0     | —        | —        | 8     | 3     | 2     | 1     | 44       | 16       |
| Atlético Madrid          | Összesen         | Összesen           | 49        | 18        | 0     | 0     | —        | —        | 10    | 3     | 2     | 1     | 61       | 22       |
| Juventus (kölcsönben)    | 2020–21          | Serie A            | 32        | 11        | 3     | 2     | —        | —        | 8     | 6     | 1     | 1     | 44       | 20       |
| Juventus (kölcsönben)    | 2021–22          | Serie A            | 35        | 9         | 5     | 1     | —        | —        | 7     | 2     | 1     | 0     | 48       | 12       |
| Juventus (kölcsönben)    | Összesen         | Összesen           | 67        | 20        | 8     | 3     | —        | —        | 15    | 8     | 2     | 1     | 92       | 32       |
| Atlético Madrid          | 2022–23          | La Liga            | 36        | 13        | 4     | 2     | —        | —        | 5     | 0     | —     | —     | 45       | 15       |
| Atlético Madrid          | 2023–24          | La Liga            | 32        | 15        | 5     | 1     | —        | —        | 10    | 5     | 1     | 0     | 48       | 21       |
| Atlético Madrid          | Összesen         | Összesen           | 68        | 28        | 9     | 3     | —        | —        | 15    | 5     | 1     | 0     | 93       | 36       |
| AC Milan                 | 2024–25          | Serie A            | 16        | 5         | —     | —     | —        | —        | 7     | 1     | 2     | 0     | 25       | 6        |
| Galatasaray (kölcsönben) | 2024–25          | Süper Lig          | 12        | 6         | 3     | 1     | —        | —        | 1     | 0     | —     | —     | 16       | 7        |
| Karrier összesen         | Karrier összesen | Karrier összesen   | 462       | 173       | 50    | 18    | 5        | 1        | 94    | 31    | 19    | 6     | 630      | 230      |

1. ↑  Magában foglalja a Bajnokok ligájában, az Európa-ligában való pályára lépeseit is.
2. ↑  Magában foglalja az Olasz szuperkupán, az Angol szuperkupán, az UEFA-szuperkupán, a Klubvilágbajnokságon való pályára lépeseit is.

### A válogatottban
2025. június 8-án frissítve.
| Nemzet        | Év       | Mérkőzés | Gól |
| ------------- | -------- | -------- | --- |
| Spanyolország |          |          |     |
| 2014          | 2        | 0        |     |
| 2015          | 4        | 1        |     |
| 2016          | 12       | 7        |     |
| 2017          | 5        | 5        |     |
| 2018          | 4        | 0        |     |
| 2019          | 6        | 4        |     |
| 2020          | 3        | 1        |     |
| 2021          | 14       | 5        |     |
| 2022          | 11       | 7        |     |
| 2023          | 8        | 4        |     |
| 2024          | 15       | 3        |     |
| 2025          | 2        | 0        |     |
| Összesen      | Összesen | 82       | 37  |

### Góljai a válogatottban
| #  | Dátum               | Helyszín                                      | Pályára lépés | Ellenfél      | Gól | Eredmény | Verseny                                      |
| -- | ------------------- | --------------------------------------------- | ------------- | ------------- | --- | -------- | -------------------------------------------- |
| 1  | 2015. március 27.   | Ramón Sánchez Pizjuán, Sevilla, Spanyolország | 3             | Ukrajna       | 1–0 | 1–0      | 2016-os labdarúgó-Európa-bajnokság selejtező |
| 2  | 2016. június 7.     | Red Bull Arena, Salzburg, Ausztria            | 9             | Dél-Korea     | 4–0 | 6–1      | Barátságos mérkőzés                          |
| 3  | 2016. június 7.     | Red Bull Arena, Salzburg, Ausztria            | 9             | Dél-Korea     | 6–1 | 6–1      | Barátságos mérkőzés                          |
| 4  | 2016. június 17.    | Allianz Riviera, Nizza, Franciaország         | 11            | Törökország   | 1–0 | 3–0      | 2016-os labdarúgó-Európa-bajnokság           |
| 5  | 2016. június 17.    | Allianz Riviera, Nizza, Franciaország         | 11            | Törökország   | 3–0 | 3–0      | 2016-os labdarúgó-Európa-bajnokság           |
| 6  | 2016. június 21.    | Nouveau Stade, Bordeaux, Franciaország        | 12            | Horvátország  | 1–0 | 1–2      | 2016-os labdarúgó-Európa-bajnokság           |
| 7  | 2016. szeptember 5. | Reino de León, León, Spanyolország            | 15            | Liechtenstein | 6–0 | 8–0      | 2018-as labdarúgó-világbajnokság-selejtező   |
| 8  | 2016. szeptember 5. | Reino de León, León, Spanyolország            | 15            | Liechtenstein | 7–0 | 8–0      | 2018-as labdarúgó-világbajnokság-selejtező   |
| 9  | 2017. június 7.     | Nueva Condomina, Murcia, Spanyolország        | 20            | Kolumbia      | 2–2 | 2–2      | Barátságos mérkőzés                          |
| 10 | 2017. szeptember 2. | Santiago Bernabéu, Madrid, Spanyolország      | 21            | Olaszország   | 3–0 | 3–0      | 2018-as labdarúgó-világbajnokság-selejtező   |
| 11 | 2017. szeptember 5. | Rheinpark Stadion, Vaduz, Liechtenstein       | 22            | Liechtenstein | 2–0 | 8–0      | 2018-as labdarúgó-világbajnokság-selejtező   |
| 12 | 2017. szeptember 5. | Rheinpark Stadion, Vaduz, Liechtenstein       | 22            | Liechtenstein | 6–0 | 8–0      | 2018-as labdarúgó-világbajnokság-selejtező   |
| 13 | 2017. november 11.  | La Rosaleda, Málaga, Spanyolország            | 23            | Costa Rica    | 2–0 | 5–0      | Barátságos mérkőzés                          |
| 14 | 2019. március 26.   | Nemzeti Stadion, Ta’ Qali, Málta              | 29            | Málta         | 1–0 | 2–0      | 2020-as labdarúgó-Európa-bajnokság selejtező |
| 15 | 2019. március 26.   | Nemzeti Stadion, Ta’ Qali, Málta              | 29            | Málta         | 2–0 | 2–0      | 2020-as labdarúgó-Európa-bajnokság selejtező |

## Sikerei, díjai

### Klub
- Real Madrid Castilla:
  - Segunda División B: 2011–12

- Real Madrid:
  - La Liga: 2011–12, 2016–17
  - Spanyol kupa: 2010–11, 2013–14
  - Bajnokok ligája: 2013-14, 2016-17
  - Európai szuperkupa: 2016
  - FIFA-klubvilágbajnokság: 2016

- Juventus:
  - Seria A: 2014–15, 2015–16
  - Olasz kupa: 2014–15, 2015–16, 2020–21
  - Olasz szuperkupa: 2020

- Chelsea:
  - Angol kupa: 2017–18
  - Európa-liga: 2018–19

- AC Milan:
  - Olasz kupa: 2024–25

- Galatasaray:
  - Süper Lig: 2024–25
  - Török kupa: 2024–25

### Válogatott
- Spanyolország U17:
  - U17-es labdarúgó-Európa-bajnokság bronzérmes: 2009

- Spanyolország U19:
  - U19-es labdarúgó-Európa-bajnokság győztes: 2011

- Spanyolország U21:
  - U21-es labdarúgó-Európa-bajnokság győztes: 2013

- Spanyolország:
  - UEFA Nemzetek Ligája győztes: 2022–23
  - Európa-bajnokság győztes: 2024